# Josif Pančić
Josif Pančić (cyr. Јосиф Панчић, chorw. Josip Pančić; ur. 5 kwietnia 1814 w Ugrini koło Bribiru, zm. 25 lutego 1888 w Belgradzie) – serbski botanik i lekarz.

## Życiorys
W 1842 roku uzyskał stopień naukowy doktora na Wydziale Lekarskim Uniwersytetu w Peszcie. Pracował jako lekarz na terenie Banatu. Od 1846 roku żył i pracował w Księstwie Serbii. Równolegle do praktyki lekarskiej prowadził badania w zakresie fauny, flory i geologii.
W 1853 roku został profesorem historii naturalnej i agronomii belgradzkiej Velikiej školi. Utworzył przy niej bibliotekę i ogród botaniczny. W latach 1864–1868 napisał podręczniki do zoologii, mineralogii, geologii i botaniki. W latach 1866–1874 był rektorem Velikiej školi. Był członkiem Chorwackiej Akademia Nauki i Sztuki i pierwszym prezesem Serbskiej Akademii Nauk i Sztuk. Jako botanik odkrył i opisał m.in. świerk serbski.

## Wybrane publikacje
(opracowano na podstawie materiału źródłowego)
- Flora Kneževine Srbije (1874)
- Dodatak Flori Kneževine Srbije (1884)